# Jason Voorhees
Jason Voorhees är en fiktiv massmördare samt huvudrollsinnehavare i filmserien Fredagen den 13:e. Han förekom först i Fredagen den 13:e (1980) som son till lägerkocken Mrs. Voorhees, då spelad av Ari Lehman. Han skapades av Victor Miller, med hjälp från Ron Kurz, Sean S. Cunningham och Tom Savini. Jason var från början inte tänkt att vara huvudskurken genom serien. Han har även varit med i ett flertal böcker, videospel, serietidningar och en crossoverfilm, Freddy vs. Jason, tillsammans med en annan skräckikon, Freddy Krueger.
Jason har varit huvudantagonisten i alla filmer, förutom del 1 där det är hans mor Pamela Voorhees. Även när han själv inte är mördaren så har han varit ett psykologiskt hot mot huvudrollfiguren i filmen, som i Fredagen den 13:e del 5. Ett flertal skådespelare har spelat Jason genom åren, men den kändaste är Kane Hodder, som har spelat rollen fyra gånger.
Jasons utseende har genomgått många förändringar, där olika makeup-artister satt sin prägel på hans design, däribland makeup-artisten Stan Winston. Tom Savinis ursprungsdesign har legat till grund för många av de senare inkarnationerna. Den kända hockeymasken visade sig inte förrän Fredagen den 13:e del 3. Sedan Fredagen den 13:e del 6 - Jason lever har filmskaparna gett Jason övernaturlig styrka, helande krafter och näst intill osårbarhet. Jason Voorhees är en av världens mest igenkända ikoner i samtida populärkultur.

## Framträdanden
Jason gjorde sin filmdebut i Fredagen den 13:e, men inte som filmens mördare, utan som ett minne av sin mamma, Mrs. Voorhees, och som en hallucination av Alice. Trots att han inte syns i filmen på riktigt, så är det ändå honom filmen handlar om. Mrs. Voorhees, en kock på Crystal Lakes läger, är ute efter hämnd på lägerledarna som hon håller ansvariga för hennes sons död. Jasons andra framträdande kom i Fredagen den 13:e del 2 (1981). Jasons död som pojke ogiltigförklarades och som vuxen utkräver han hämnd på Alice, som i originalet halshögg hans mamma. Jason återvänder till Crystal Lake, där han lever som en eremit och vaktar sitt område från inkräktare. Fem år senare anländer en grupp tonåringar för att campa. En och en blir de mördade av Jason, som gömmer sitt ansikte bakom en säck. Ginny, den enda överlevaren, hittar en stuga i skogen med ett skrin byggt runt Mrs. Voorhees avhuggna huvud, och omgivet av torterade lik. Ginny slår tillbaka mot Jason och slår en machete genom Jasons axel. Jason lämnas kvar, medan Ginny förs iväg i en ambulans. I Fredagen den 13:e del 3 flyr Jason till en närliggande sommarstuga, Higgins Haven. Samtidigt återvänder Chris Higgins tillsammans med några vänner. En omaskerad, tillbakadragen Jason dödar alla som kommer in i ladan där han gömmer sig. Efter att ha tagit en hockeymask från ett offer för att gömma sitt ansikte, lämnar Jason ladan för att mörda resten av gruppen. Chris lyckas till slut slå en yxa i hans huvud, men när polisen kommer för att rädda henne, har nattens händelser redan gjort henne galen.
Fredagen den 13:e del 4 (1984) fortsätter historien, där polisen hittar en förmodad död Jason och han tas till bårhuset. Väl där vaknar Jason och mördar en anställd och en sjuksköterska, för att sedan återvända till Crystal Lake. En grupp vänner som lånar en stuga där faller offren för Jasons bärsärkagång. Jason hittar efter det grannarna Trish och Tommy Jarvis. Medan Trish distraherar Jason dödar Tommy uppenbarligen honom med hans egen machete. Jasons framträdande i Fredagen den 13:e del 5 - En ny början var kortlivat. Tommy Jarvis blev inlagd på ett mentalsjukhus efter händelserna i del 4, och har växt upp i konstant rädsla för att Jason ska återvända. Roy Burns använder Jasons persona och blir en copycat-mördare vid rehabiliteringshuset som Tommy flyttades till. De enda gångerna som Jason syns till är i Tommys drömmar och hallucinationer. I Fredagen den 13:e del 6 - Jason lever besöker Tommy, som släppts från mentalsjukhuset, Jasons grav nära Crystal Lake. Tommy försöker förstöra Jasons kropp, men råkar återuppliva honom via en bit av kyrkogårdens staket, som leder ström ner i kroppen. Jason lever igen, nu med övernaturliga krafter. Han återvänder till Crystal Lake, nu omdöpt till Forest Green, och börjar ännu en gång sin massaker. Tommy lyckas till slut lura Jason tillbaka till sjön där han drunknade som barn, och kedjar fast honom i botten av sjön.
Fredagen den 13:e del 7 tar vid en obestämd tid efter Jason Lever. Jason befrias från sina kedjor av den telekinetiska Tina Shepard, som försökte återuppliva sin pappa. Jason börjar massakrera folk som tränger in i Crystal Lake, och efter ett möte med Tina blir han dragen tillbaka ned till botten av sjön. I Fredagen den 13:e del 8 - Jason intar Manhattan återuppstår Jason via en elkabel under vattnet. Han följer en grupp studenter på väg till Manhattan, genom att borda Lazarus. När de är framme vid Manhattan har Jason dödat alla studenter förutom Rennie och Sean. Han jagar dem in i kloakerna, där han blir bortspolad av giftigt avfall. I Jason Goes To Hell återvänder Jason till Crystal Lake, efter att oförklarligt återuppstått. Han blir jagad av FBI, som gillrar en fälla och skjuter sönder honom i bitar. Jason överlever dock mystiskt, genom att låta hans demonhjärta ta över människor. Trots att Jason knappt visar sig fysiskt, så visar det sig att Jason har en halvsyster och en systerdotter, och han behöver dem för att få tillbaka sin kropp. Efter att han återfått sin kropp, knivhugger Jasons systerdotter Jessica Kimble honom och han dras ner till helvetet.
Jason X (2002) skulle visa sig vara sista gången Kane Hodder gestaltade rollfiguren. Filmen utspelar sig i rymden, där Jason ännu en gång återuppstått. Han har blivit fångad av regeringen och hålls fången i en forskningsanläggning där det bestäms att en nedfrysning är det enda sättet att stoppa honom, eftersom ett flertal försök att avrätta honom misslyckats. Jason bryter sig loss och dödar brutalt alla förutom en av hans kidnappare, och skär genom kryokammaren, vilket leder till att han fryser ned sig själv samt den enda överlevaren, Rohan. 445 år senare hittar ett gäng studenter Jasons kropp. På gruppens rymdskepp tinar Jason och börjar mörda gruppen. Han blir även uppgraderad av en regenererande nanoteknik-process, vilket ger honom en ogenomtränglig metallkropp. Han blir så småningom utblåst i rymden och förbränns av Jorden 2:s atmosfär. Freddy vs. Jason (2003) är en cross-over-film där Jason slåss mot Freddy Krueger, en övernaturlig varelse som dödar människor i deras drömmar. Freddy har blivit svag, eftersom befolkning i hans hemstad Springwood har hittat ett sätt att förtränga hans existens. Freddy, förklädd till Jasons mamma, återuppväcker Jason och skickar honom till Elm Street för att skapa panik och rädsla. Jason lyckas med det, men vägrar att sluta mörda. En strid mellan de båda följer i både drömvärlden och Crystal Lake. Det hela slutar med att Jason kommer upp ur sjön med Freddys avhuggna huvud.
I 2009 års nyinspelning av Friday the 13th ser en ung Jason sin mamma bli halshuggen. Han följer sin mammas fotspår och dödar alla som kommer till Crystal Lake. Den vuxna Jason kidnappar Whitney Miller, en flicka som liknar hans mamma, och håller henne fången i sina underjordstunnlar. Månader senare kommer Whitneys bror Clay till Crystal Lake för att rädda henne. Whitney använder Jasons tillgivenhet till sin mamma emot honom, och knivhugger honom med hans egen machete när han är distraherad av hennes utseende.

## Koncept och skapande

### Skapandet av ett monster
Ursprungligen skapad av Victor Miller, var Jasons slutgiltiga design en kombinerad insats av Miller, Ron Kurz och Tom Savini. Namnet Jason är en kombination av "Josh" och "Ian", Millers två söner, och "Voorhees" inspirerades av en flicka som Miller kände i high school, vars namn var Van Voorhees. Miller tyckte att namnet lät skrämmande, vilket passade perfekt för hans rollfigur. Miller skrev ursprungligen Jason som ett normalt barn, men filmbesättningen bestämde att han behövde vara deformerad. Viktor Miller förklarade att Jason inte var menad att vara en varelse från "Svarta lagunen" i sitt manus, och skrev Jason som en utvecklingsstörd liten pojke; det var Savini som gjorde Jason deformerad. Ron Kurz bekräftade att Millers version av Jason var ett normalt barn, men hävdar att det var hans idé att göra Jason till en "mongoloid varelse", och låta honom "hoppa ur sjön vid slutet av filmen". Miller höll senare med om att slutet inte skulle blivit lika bra om han sett ut som "Betsy Palmer som åtta år gammal". Miller skrev en scen där Alice attackeras i en kanot av Jason och efter det vaknar hon upp i en sjukhussäng. Millers avsikt var att likna Carries slut så mycket som möjligt. Savini trodde att ha Jason upphoppandes ur sjön skulle vara störande psykologiskt för publiken, och eftersom Alice drömmer, kunde besättningen komma undan med vad de ville.
När det var dags att besätta rollen anlände Ari Lehman, som hade fått en roll i Sean Cunninghams Manny's Orphans, för att få rollen som Jack. Men innan han hunnit börja, kom Cunningham in och gav honom en ny roll. Utan att behöva läsa ett enda ord, tittade Cunningham bara på Ari och sa "Du har rätt storlek, du har fått den." I originalfilmen Fredagen den 13:e, syns Ari Lehman bara i en kort flashback i slutet. Senare skådespelare som porträtterat unga Jason inkluderar Timothy Burr Mirkovich i Jason intar Manattan och Spencer Stump i Freddy vs. Jason. Den vuxna rollen som Jason har spelats av ett flertal skådespelare, vissa som inte ens blivit nämnda i eftertexten. På grund av de fysiska krav som den vuxna karaktären kräver och brist på känslomässigt djup, har många skådespelare varit stuntmän. Den mest kända bland dem är Kane Hodder, som av många anses som den bästa att ta sig an rollen.
Många idéer föreslogs för uppföljaren till Fredagen den 13:e, däribland att göra serien till en serietidningsliknande franchise, där varje film skulle ha sin egen handling och inte ha med någon annan av filmerna under namnet Fredagen den 13:e att göra. Det var Phil Scuderi, en av producenterna till originalfilmen, som föreslog att ta tillbaka Jason för uppföljaren. Regissören Steve Miner kände att det var den självklara riktningen att ta serien, eftersom han trodde att publiken ville veta mer om barnet som attackerade Alice i sjön. Miner bestämde sig för att låtsas att Alice inte såg den "riktiga Jason" i sin dröm, och Jason hade överlevt sin drunkning som pojke och växt upp. Efter att ha dödat Jason i The Final Chapter, hade regissören Joseph Zito för avsikt att lämna dörren öppen för studion att göra mer filmer med Tommy Jarvis som huvudpersonen. Manusförfattaren Barney Cohen ville att Jarvis skulle bli en ersättare till Jason, men idén blev aldrig fullt utvecklad i En ny början. Regissören och medförfattaren Danny Steinmann ogillade idén om att inte ha Jason som mördaren, men bestämde sig för att använda Tommys rädsla för Jason som huvudhandling. Denna idé övergavs omedelbart inför Jason lever, eftersom En ny början inte gav den önskade "kreativa succén" som studion var ute efter. Verkställande producenten Frank Mancuso, Jr. ville ta tillbaka Jason och han brydde sig inte om hur det gjordes. Sedan En ny början har ingen uppföljare försökt att ersätta Jason som huvudantagonisten. Miller, som inte sett någon av uppföljarna, hade ett problem med alla eftersom de gjort Jason till skurken. Miller tycker att det bästa med hans manus var att det var om en mor som hämnades sin sons död. Miller sade: "Jason var död från början; han var ett offer, inte en skurk."

### Män bakom masken

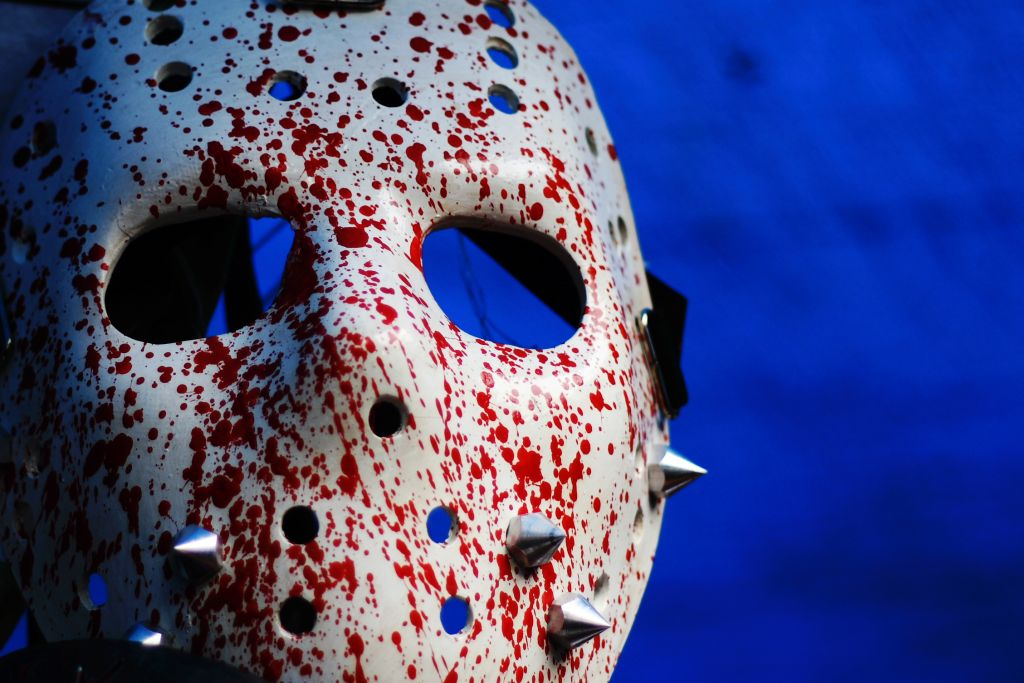
Ett av Jasons kännetecken; hans hockeymask. Nedblodad på bilden.

Jason gick från ett avlidet barn till en fullvuxen man för Fredagen den 13:e del 2 och Warrington Gilette anlitades för att spela rollen. Gilette provspelade för rollen som Paul; rollen gick sedan till John Furey. I tron om att han gått i Hollywood Stuntman's School, erbjöds Gilette rollen som Jason Voorhees. Till en början var Gilette tveksam till rollfiguren, men han ändrade sig med tanken på att det skulle bli hans första huvudroll, och han tyckte att rollen var underhållande. Det visade sig att Gillette inte kunde utföra de nödvändiga stunten, så stuntkoordinatorn Cliff Cudney tog in Steve Daskawisz. Daskawisz spelade i alla scener förutom öppningssekvensen och den omaskerade scenen i slutet; Gilette återvände för den omaskerade scenen. Gilette fick all ära för rollen som Jason medan Daskawisz stod som stuntmannen. När Del 3 släpptes det följande året, stod Daskawisz med som Jason för de återanvända scenerna av filmen. Daskawisz erbjöds rollen inför Del 3, men det krävdes att skulle behöva betala för transporteringen och hushåll under filmningen. Eftersom han säkrat en roll i Guiding Light, tackade han nej till rollen.
Inför den tredje filmen, ville Steve Miner ha en större och starkare Jason, som även var mer atletisk och kraftfull, anlitade han den tidigare trapetsutövaren Richard Brooker. Efter en enkel konversation bestämde Miner att han var rätt person för jobbet. Som ny i landet, trodde Brooker att "spela en psykopatisk mördare" var det bästa sättet att komma in i filmbranschen. Brooker blev den första skådespelaren att bära den nu kända hockeymasken. Brooker sa, "Det kändes det bra med masken på. Det kändes verkligen som att jag var Jason eftersom jag inte hade något att på mig innan det." Inför Del 4 satte Joseph Zito sin egen prägel på karaktären, som krävde en riktigt "hardcore" stuntman; Ted White fick rollen. White, som enbart tog rollen för pengarna, kom dock in i "Jasons karaktär" när han anlände till inspelningen. White gick så pass långt att han inte pratade med någon av de andra skådespelarna under långa stunder. Under inspelningsens gång, var Whites erfarenhet inte trevlig och i ett fall stred han för sin medskådespelare Judie Aronson, som spelade Samantha, när regissören höll henne naken i sjön för långa perioder. White tog senare bort sitt namn från slutexten, efter att blivit missnöjd med inspelningen i helhet. Som i Del 2, var det en viss förvirring om vem som spelade Jason i En ny början, främst eftersom Jason inte är huvudantagonisten i filmen. När Ted White tackat nej till att återvända till rollen, blev Dick Wieand anlitad. Wieand skrevs som Roy Burns, filmens faktiska mördare, men det var stuntmannen Tom Morga som spelade Jason i de få glimtarna han var med, och spelade även Roy i nästan alla maskerade scener. Wieand har varit frispråkig om sin brist på entusiasm över sin roll i filmen. Han kände sig alienerad under inspelningen, och tillbringade mestadelen av tiden i sin husvagn. Tvärtom tyckte Morga mycket om sin tid som Jason, och såg till att verkligen "komma in i karktären".
C.J. Graham, en nattklubbsägare i Glendale intervjuades för rollen som Jason i Jason lever, men fick den från början inte eftersom han inte hade någon erfarenhet som stuntman. Istället anlitades Dan Bradley, men Paramounts exekutiva producenter tyckte inte att han hade rätt kroppsbyggnad för rollen, och Graham Kategori:Låtar av för att ersätta honom. Trots att Bradley blev ersatt tidigt under inspelningen, kan man fortfarande se honom i filmens paintball-scen. Graham valde att utföra sina egna stunts, inklusive scenen där Jason fattar eld medan han slåss mot Tommy i sjön. Resten av skådespelarna talade väl om Graham, och anmärkte att han aldrig klagade under alla obekväma situationer han placerades i. Graham hade inga planer på att bli skådespelare, eller stuntman, men tanken på att spela "bad guy", som får bära proteser, intresserade honom. Graham fick inte återvända för att reprisera rollen, men har ofta talat väl om sin tid i rollen.
Kane Hodder tog över rollen i del VII och behöll den i totalt fyra filmer. Han hade tidigare jobbat tillsammans med John Carl Buechler, regissören, i en film kallad Prison. Buechler begärde Frank Mancuso Jr. att anställa Hodder, men Macuso was orolig för hans begränsade storlek. I vetskap om att han skulle använda protetik över hela kroppen, planerade Buechler en testinspelning, den första någonsin i Fredagen den 13:e-historien för rollfiguren, och Mancuso godkände honom direkt efter att ha sett honom. Buechler påstår att Hodder var den första att ge Jason en personlighet, byggt på känslorna, främst raseriet, som Hodder släppte löst medan han spelade rollen. Enligt Hodder ville han "komma i kontakt med Jasons lust för hämnd" och försöka att bättre förstå hans motivation för att döda. Hodder bestämde sig, efter att ha sett de tidigare filmerna, för att göra Jason till en mer "snabb och rörlig" individ än vad han sett i de tidigare uppföljarna. John Carl Buechler tyckte att Hodder hade en "naturlig affinitet för rollen", så mycket att Kanes utseende, när han bar masken, ofta skrämde skådespelarna, filmteamet och vid ett tillfälle en ensam främling som han stötte på när han gick tillbaka till sin husvagn. Från början planerade Frank Mancuso Jr. och Barbara Sachs att använda en kanadensisk stuntman för Jason intar Manhattan. Hodder ringde och begärde att få reprisera rollen; det slutgiltiga beslutet lämnades till regissören Rob Hedden, som avsåg att använda Hodder, eftersom han kände att Hodder hade kunskap om serien. Med Sean Cunningham tillbaka som producent för Jason Goes to Hell, kände Hodder att hans chanser att få reprisera rollen var ännu bättre. Hodder hade jobbat som Cunninghams stuntkoordinator i flera år, för att inte tala om att han redan spelat rollen i de två tidigare filmerna. Adam Marcus, regissören till Jason Goes to Hell, hade dock redan bestämt sig för att anställa Hodder. Jason X skulle visa sig vara Hodders sista framträdande som Jason, hittills. Todd Farmer, som skrev manuset till Jason X, visste att Hodder skulle spela Jason från början. Jim Isaac var ett fan av Hodders arbete i de tidigare filmerna, så att anställa honom var givet.
New Line tyckte att Freddy vs. Jason behövde en ny start, och valde en ny skådespelare för Jason. Cunningham höll inte med deras beslut, eftersom han tyckte att Hodder var det bästa valet för rollen. Hodder fick manuset till Freddy vs. Jason och hade ett möte med regissören Ronny Yu och New Lines styrelse, men Matthew Barry och Yu tyckte att rollen behövde ersättas för att passa Yus bild av Jason. Enligt Hodder gav New Line ingen anledning till ersättningen, men Yu har förklarat att han ville ha en saktare, mer besinningsfull Jason, och mindre av de aggressiva rörelserna som Hodder hade använt sig av i de tidigare filmerna. Yu och verkställande chef Jeff Katz märkte ramaskriet bland fansen över ersättningen av Hodder, men de stod fast vid sitt beslut. Rollen gick så småningom till Ken Kirzinger, en kanadensisk stuntman some även jobbade med Jason intar Manhattan. Det har nämnts olika anledningar till att Kirzinger fick rollen. Enligt Yu så fick Ken rollen eftersom han var längre än Robert Englund, som spelar Freddy. Kirzinger är 196 cm, jämfört med Hodder som är 190 cm, och Yu ville en större skådespelare som kunde luta sig över den 1,78 cm långe Englund. Kirzinger tror att hans medverkande i Del VIII hjälpte honom att få rollen, eftersom Kirzinger spelade Jason i två av scenerna i den filmen,, men även för att han var i rätt storlek och gavs jobbet. Trots att han fick rollen direkt, gjordes det inte officiellt förrän New Line fått se honom på film. Kirzingers första scen var när Jason går längs Elm Street. New Line ville ha ett specifikt rörelsemönster i Jasons gångstil; Kirzinger uppfyllde deras förväntningar och skrev kontrakt med studion.
Stuntmannen Derek Mears anlitades för att spela Jason Voorhees efter att ha blivit rekommenderad av Scott Stoddard, som hade hand om filmens smink och specialeffekter. Mears trevliga uppträdande gjorde studion orolig för hans förmåga att skildra en sådan hotfull karaktär, men Mears försäkrade dem att han skulle klarade av det. När Mears provspelade för rollen fick han frågan om varför de skulle anställa en skådespelare för att bara spela en man i en mask. Mears förklarade att spela Jason liknar grekiskt mask-arbete, där masken och skådespelaren är två separata eniteter, och, beroende på scenen, kommer det att finnas varierade kombinationer av mask och aktör i framträdandet.

## Design

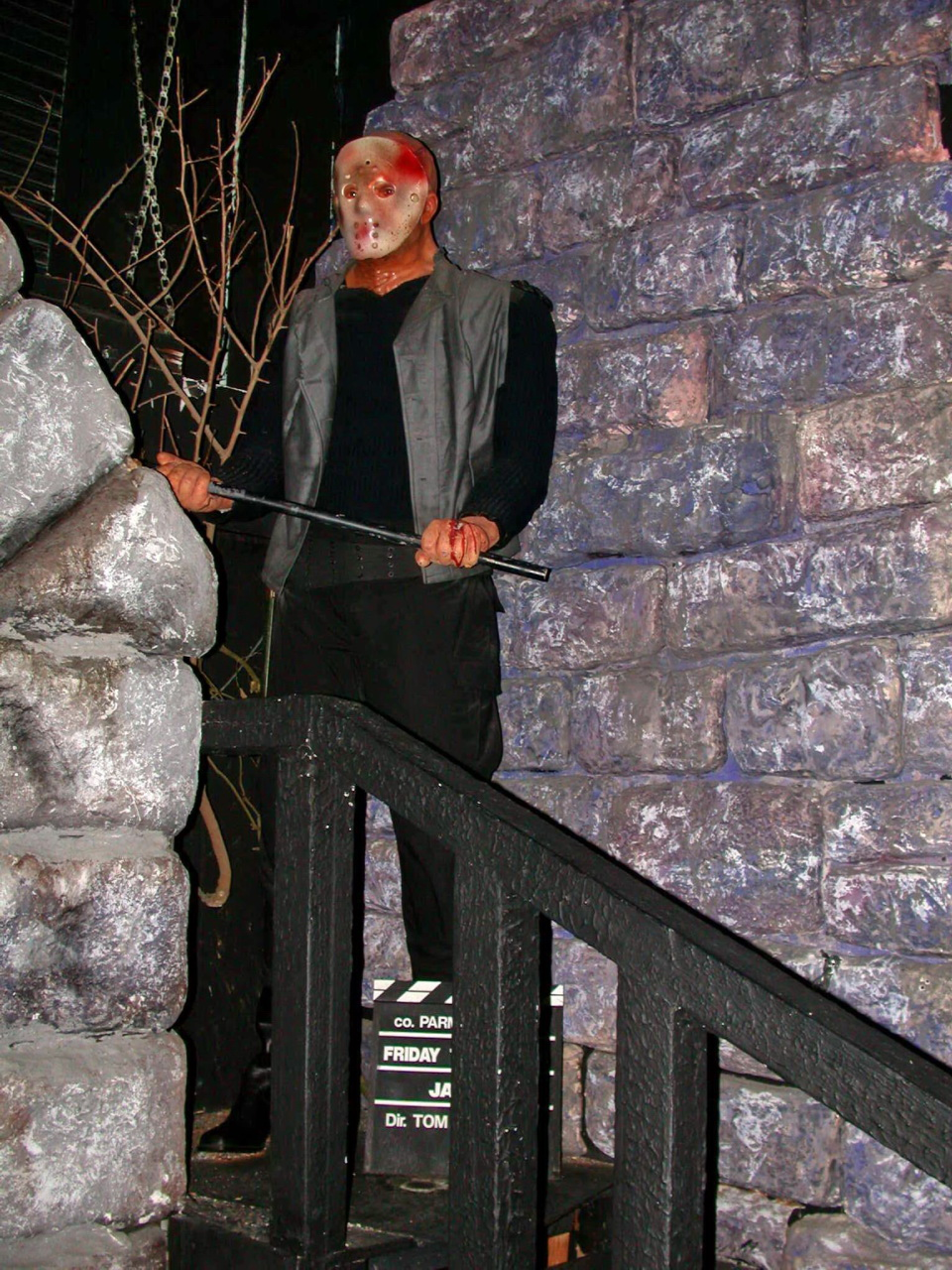
Vaxdocka av Jason.

Jason Voorhees fysiska design har genomgått många subtila eller radikala förändringar. I Fredagen den 13:e var det Tom Savinis uppgift att komma på Jasons utseende, vars design för Jason inspirerades av någon som Savini kände som liten, vars ögon och öron inte satt snett. I den ursprungliga designen hade Jason hår, men Savini och hans team valde att göra honom flintskallig, så han skulle se ut som en "vattenskallad, mongolisk pinhead", med ett kupolformat huvud. Savini skapade en gipsform av Ari Lehmans huvud och använde den för att skapa proteser för hans ansikte. Lehman kom själv på idén att täcka sig i lera från botten av sjön, för att framstå som "riktigt slemmig".
Inför Del 2, sa Steve Miner till Carl Fullerton, som hade hand om filmsminket, att hålla sig till Savinis originaldesign, men Fullerton hade bara en dag på sig att designa och skulptera ett nytt huvud. Fullerton ritade en skiss på hur han tyckte att Jason skulle se ut, och den godkändes av Miner. Fullerton lade till långt hår till rollfiguren. Gilette behövde tillbringa flera timmar i en stol då de täckte hela hans ansikte med gummi, och han fick även hålla ena ögat stängt under tiden det "hängande ögat" var på plats. Gilettes öga var stängt i mer än 12 timmar åt gången medan han spelade in filmens sista scener. Falska tänder, skapade av en lokal tandläkare, användes för att förvränga Gilettes ansikte. Mycket av det enkla konceptet av Fullertons design försvann i och med Del 3. Miner ville använda en kombination av Tom Savinis och Carl Fullertons designer, men allteftersom arbetet fortskred började det luta mer och mer åt Savinis koncept. Stan Winston anställdes för att skapa en design för Jasons huvud, men ögonen var i nivå med varandra och Doug White, makeup-artisten i Del 3, behövde ett hängande högeröga. White höll sig dock till Winstons design för baksidan av huvudet, eftersom de inte hann designa ett helt nytt huvud åt Jason. Processen att skapa Jasons utseende var inte lätt för White, som hela tiden fick göra ändringar efter Richard Brookers ansikte. ända fram till den sista inspelningsdagen. I Del 3:s manus stod det att Jason skulle bära en mask för att dölja sitt ansikte; i Del 2 bar han en säck över huvudet. Vad ingen visste vid den tidpunkten var att masken som valdes skulle bli ett signum för rollfiguren, och skulle få en mycket hög igenkänningsfaktor i populärkultur de kommande åren. Under produktionen begärde Steve Miner ett belysningstest, men ingen i effekt-teamet ville sätta på någon makeup för testet, så de bestämde sig för att sätta en mask för Brookers ansikte. Martin Jay Sadoff, som hade hand om filmens 3D-effekter, hade med sig en väska full med hockeyutrustning, eftersom han var ett hockey-fan, och tog fram en Detroit Red Wings-målvaktsmask för testet. Miner älskade masken, men under testinspelningarna så var den för liten. Med hjälp av en substans kallad VacuForm, förstorade Doug White masken och skapade en ny form att arbeta med. Efter att White var klar med formen, placerade Terry Ballard de nya röda trainglarna på masken för att ge den ett unikt utseende. Det gjordes hål i masken och markeringarna ändrades, vilket gjorde den annorlunda från Sadoffs mask. Det skapades två stycken proteiska ansiktsmasker för Richard Brooker att ha under hockeymasken. En mask gjordes av cirka 11 olika anordningar, och tog ungefär sex timmar att applicera på Brookers ansikte; denna mask användes i scener där hockeymasken inte var på. I scenerna där hockeymasken täcker ansiktet, skapades en enkel huvudmask. Denna mask skulle bara glida på över Brookers huvud och dölja hans ansikte, men inte resten av huvudet.

## Egenskaper
I hans originalframträdande skildrades Jason som en mentalt störd liten pojke. Sedan Fredagen den 13:e har Jason porträtterats som en icke-verbal, oförgörbar, machete-svingande massmördare. Med undantag för flashbacks där Jason drunknar som barn och en kort scen i Jason Goes to Hell där hans själ tar över en annan kropp, har rollfiguren aldrig talat i någon av uppföljarna till originalfilmen. Under en diskussion om Jasons psykologi, har Sean S. Cunningham sagt "...han har ingen personlighet. Han är som en stor vithaj. Man kan inte besegra honom. Allt du kan hoppas på är att överleva." Sedan Fredagen den 13:e del 6 - Jason Lever, har Jason varit en praktiskt taget oförgörbar varelse. Tom McLoughlin, filmens regissör, tyckte att det var fånigt att han tidigare enbart varit en kille i mask som mördade människor till höger och vänster, men bli besegrad av hjältinnan i slutet. Mcloughin ville att Jason skulle vara mer "skräckinjagande, ostoppbart monster".
Många har gett förslag på Jasons motivation för att döda. Ken Kirzinger hänvisar till Jason som en "psykotisk mammas pojke som gått förskräckligt fel ... väldigt motståndskraftig. Man kan inte döda honom, men han känner smärta, bara inte som alla andra."." Kirzinger fortsätter med att säga att Jason är en "psyko-savant" och tror att hans handlingar baseras på sin mors tillfredsställande, inget personligt. Todd Farmer, manusförfattare av Jason X, skrev scenen där Jason vaknar upp från sitt kryoniska viloläge precis när två av tonåringarna har sex. Farmer gillade idén att sexuella handlingar utlöste Jasons uppvaknande. Oavsett hans motiv, tror Kane Hodder att det finns en gräns för vad han kan göra. Enligt Hodder kan Jason våldsamt mörda varje person han stöter på, men när han i Jason intar Manhattan skulle sparka huvudpersonens hund, vägrade Hodder och sade att trots att Jason inte har några betänkligheter mot att döda människor, är han inte ond nog att göra illa djur. Det finns även tillfällen när han av okänd anledning inte dödar människor fastän han har chansen. Det är när personerna sover eller är avsvimmade, vilket demonstreras i del 7.
I ett tidigt utkast av Freddy vs. Jason, beslutades det att en av skurkarna behövde en utlösningsfaktor. Ronald D. Moore, medförfattare till det första utkastet, förklarade att Jason var enklast att utlösa, eftersom ingen hade tidigare utforskat karaktärens psykologi. Moore såg rollfiguren som ett "oskrivet blad" och kände att han var en figur som publiken verkligen kunde heja på. Ett annat utkast, skrivet av Mark Protosevich, följde Moores idé om att Jason hade en utlösningsfaktor. I utkastet skyddar Jason en gravid tonåring vid namn Rachel Daniels. Protosevich förklarade att "det ingår i idén om att det finns två olika sorts monster. Freddy är en karktär av ren ondska och Jason är mer som en hämningsfull rollfigur som straffar folk han inte tycker förtjänar leva. De två möts och Jason blir ett hedersfullt monster." Manusförfattarna Damian Shannon och Mark Swift, som skrev den slutliga versionen av filmen, höll inte med om att göra Jason till en hjälte; även om de drog jämförelser mellan det faktum att Freddy var en förövare och Jason var ett offer. De sa "vi ville inte göra Jason mindre skrämmande. Han är fortfarande en brutal mördare ... Vi ville aldrig att sätta dem i en situation där Jason är en hjälte ... De är båda skurkar och ska fruktas lika mycket." Brenna O'Brien, medskapare av Fridaythe13thfilms.com, tyckte sig se att rollfiguren hade sympatiska kvaliteter. Hon sa, "[Jason] var ett deformerad barn som nästan drunknade och sedan tillbringade resten av sin barndom med att växa upp ensam i skogen. Han såg sin mor bli mördad av en lägerledare i den första Fredagen den 13:e, så nu utkräver han sin hämnd på vem som helst som återvänder till Camp Crystal Lake. Tonårsfans kan identifiera sig med den känsla av avvisande och isolering, som man inte riktigt kan göra med andra mördare som Freddy Krueger och Michael Myers."
I och med att Jason genomgick några karakteriseringsförändringar i nyinspelningen 2009, liknar Derek Mears honom mer till en kombination av John Rambo, Tarzan och den avskyvärda snömannen i Looney Tunes. För honom är den här Jason lik Rambo eftersom han sätter upp fällor för andra rollfigurer. Likt Rambo är han mer beräknad eftersom han känner att han blivit kränkt och slår tillbaka; han är tänkt att vara mer sympatisk i den här filmen. Fuller and Form har understrukit att de inte ville göra Jason för sympatisk för publiken. Brad Fuller förklarade, "Vi ville inte att han ska vara sympatisk. Jason är inte en komisk karaktär, han är inte sympatisk. Han är en mördarmaskin. Rätt och slätt.
California State Universitys Media Psychology Lab tillfrågade 1,166 amerikaner i åldrarna 16 till 91 om den psykologiska dragningen till filmmonster. Många av de egenskaper som är förknippade med Jason Voorhees var tilltalande för deltagarna. De deltagande imponerades av Jason, och ansågs i undersökningen vara en "ostoppbar mördarmaskin". Av de tio monstren i undersökningen—som innehöll vampyrer, Freddy Krueger, Frankensteins monster, Michael Myers, Godzilla, Chucky, Hannibal Lecter, King Kong och Alien-Jason fick högst betyg i alla kategorier som omfattade mord. Andra karaktärsdrag som tilltalade deltagarna inkluderade Jasons "odödlighet, hans uppenbara njutning att döda [och] hans övernaturliga styrka." År 1992 tilldelades Jason MTV:s Grammy Lifetime Achievement Award. Han var den första av endast tre att som fiktiv karaktär tilldelas priset; Godzilla (1996) och Chewbacca (1997) är de övriga två. Jason was named No. 26 in Wizard magazine's 100 greatest villains of all time. Universal Studios nöjespark använde, i ett samarbete med New Line Cinema, karaktären för deras "Halloween Horror Nights"-event.

## I populärkultur
Jason Voorhees är en av de ledande ikonerna inom amerikansk populärkultur. Karaktären har producerats och marknadsförts i form av merchandise under åren. År 1988 producerade Screamin' Toys ett modellset där ägarna kunde bygga sin egen Jason-statyett. Kitet tvingade ägaren att klippa och måla olika delar för att sätta ihop figuren. Sex år senare lanserade Screamin' Toys ett nytt modellset i och med Jason Goes to Hell. Båda kiten är nu utgångna. McFarlane Toys släppte två stycken figurer, den första år 1998 och den andra år 2002. Den första var en figur av Jason från Jason Goes to Hell, och den andra var av Über-Jason från Jason X. Sedan McFarlanes sista leksakslinje år 2002 har det producerats ett stort antal actionfigurer, dockor och statyetter.
Jason har gjort framträdanden i tre TV-spel. Han medverkade först i ett Commodore 64-spel från 1985. Hans nästa framträdande var år 1989, när LJN, ett amerikanskt spelbolag kända för sina spel baserade på populära filmer under 1980-talet samt det tidiga 1990-talet, släppte Friday the 13th till spelkonsolen NES.  

## Gästframträdande
- Jason medverkar också i The Angry Video Game Nerds recension på ett TV-spel till NES baserat på en av filmerna, i videon tvingar Jason The Angry Video Game Nerd att spela spelet. Det är inte en "riktig" skådespelare som spelar Jason, utan en av James' vänner som kallas "Motherfucker Mike".

- Jason är också framställd på alla skivomslag av det tyska kultbandet Exumer.

- Alice Cooper (berömd för sina låtar med skräckteman) har gjort en låt som är en direkt referens från Jason. Låten heter "He's Back (The Man Behind the Mask)". Låten spelas även i Fredagen den 13:e del 6 - Jason lever.